# Gaujac (Gers)
Gaujac ist eine französische Gemeinde mit 75 Einwohnern (Stand 1. Januar 2022) im Département Gers in der Region Okzitanien (vor 2016: Midi-Pyrénées). Sie gehört zum Arrondissement Auch und zum Kanton Val de Save. Die Einwohner werden Gaujacais und Gaujacaises genannt.

## Geographie
Gaujac liegt circa 27 Kilometer südöstlich von Auch in der Région naturelle Comminges am südöstlichen Rand des Départements.
Umgeben wird Gaujac von den fünf Nachbargemeinden:
|            | Mongausy                                    | Montamat   |
| Pellefigue | Kompassrose, die auf Nachbargemeinden zeigt |            |
| Sabaillan  |                                             | Sauveterre |

### Gewässer
Gaujac liegt im Einzugsgebiet des Flusses Garonne.
Die Marcaoue, ein rechter Nebenfluss der Gimone, fließt an kurzen Abschnitten am westlichen Gemeindegebiet entlang. Im äußersten Südwesten wird sie zu einem See gestaut. Der Saraillé, ein rechter Nebenfluss der Marcaoue, entspringt in Gaujac.
Außerdem durchqueren der Esquinson, ein linker Nebenfluss der Save und der Ruisseau de Moysenne, ein linker Nebenfluss der Gesse das Gebiet der Gemeinde.

## Geschichte
Der Ort Gaujac wurde ab dem 12. Jahrhundert erwähnt. Das Dorf entstand wahrscheinlich im gleichen Jahrhundert in der Nähe eines noch sichtbaren kegelförmigen, künstlich angelegter Hügels. 1395 gewährte der Graf von Astarac den Einwohnern die Erhebung von Zöllen, was eine Erweiterung des Dorfes begünstigte. Heute sind im Dorf keine mittelalterlichen Bauelemente erhalten geblieben.

## Einwohnerentwicklung
Nach Beginn der Aufzeichnungen stieg die Einwohnerzahl bis zur Mitte des 19. Jahrhunderts auf einen Höchststand von rund 240. In der Folgezeit sank die Größe der Gemeinde bei zwischenzeitlichen Erholungsphasen bis zur Jahrtausendwende auf ihren tiefsten Stand von rund 35 Einwohnern, bevor sich eine Wachstumsphase einstellte, die bis heute anhält.
| Jahr                       | 1962 | 1968 | 1975 | 1982 | 1990 | 1999 | 2006 | 2011 | 2020 |
| Einwohner                  | 90   | 72   | 65   | 65   | 53   | 37   | 54   | 62   | 72   |
| Quellen: Cassini und INSEE |      |      |      |      |      |      |      |      |      |

## Sehenswürdigkeiten
- Pfarrkirche Saint-Martin
- Schloss aus dem 18. Jahrhundert, heute mit Vermietung von Ferienwohnungen

## Wirtschaft und Infrastruktur

### Verkehr
Gaujac ist über die Routes départementales 223, 234 und 242 erreichbar.

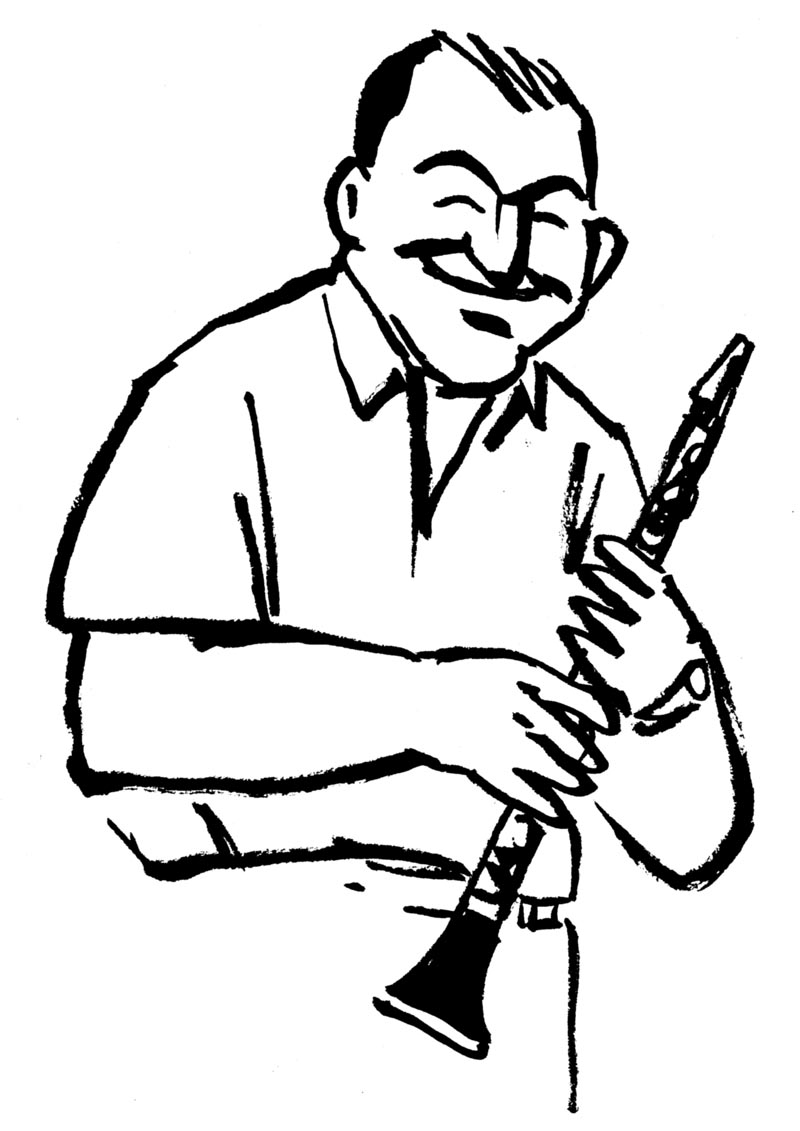
Jacques Gauthé

## Persönlichkeiten
Jacques Gauthé, geboren am 12. Juni 1939 in Gaujac, gestorben am 10. Juni 2007 in Gaujac, war ein französischer Klarinettist und Sopransaxophonist des Oldtime Jazz.